# جون مكمان (سياسي)
جون مكمان (بالإنجليزية: John McMahon)‏ هو سياسي أسترالي، ولد في 21 فبراير 1914 في هوبارت في أستراليا، وتوفي في 19 مايو 1975 في سيدني في أستراليا. حزبياً، نشط في حزب العمال الأسترالي. وقد انتخب عضو الجمعية التشريعية نيو ساوث ويلز.